# (100344) 1995 SY51
(100344) 1995 SY51 es un asteroide perteneciente al cinturón de asteroides, descubierto el 26 de septiembre de 1995 por el equipo del Spacewatch desde el Observatorio Nacional de Kitt Peak, Arizona, Estados Unidos.

## Designación y nombre
Designado provisionalmente como 1995 SY51.

## Características orbitales
1995 SY51 está situado a una distancia media del Sol de 2,406 ua, pudiendo alejarse hasta 2,829 ua y acercarse hasta 1,983 ua. Su excentricidad es 0,175 y la inclinación orbital 5,316 grados. Emplea 1363 días en completar una órbita alrededor del Sol.

## Características físicas
La magnitud absoluta de 1995 SY51 es 16,3.